# Luigi Raimondi
Luigi Kardinal Raimondi (* 25. Oktober 1912 in Acqui, Provinz Alessandria, Italien; † 24. Juni 1975 in der Vatikanstadt) war ein Diplomat des Heiligen Stuhls und später ein Kurienkardinal der römisch-katholischen Kirche.

## Leben
Luigi Raimondi studierte in Rom die Fächer Katholische Theologie und Philosophie und empfing am 6. Juni 1936 das Sakrament der Priesterweihe für das Bistum Acqui. Nach weiterführenden Studien wurde er 1938 Sekretär der Apostolischen Nuntiatur in Guatemala. Von 1942 bis 1949 gehörte er der Apostolischen Delegation in den USA an, von 1949 bis 1953 arbeitete er als Ratgeber für die Internuntiatur in Indien. 
Am 24. Dezember 1953 ernannte ihn Papst Pius XII. zum Titularerzbischof von Tarsus und zum Apostolischen Nuntius in Haiti sowie zum Apostolischen Delegaten für die Westindischen Inseln. Die Bischofsweihe spendete ihm Adeodato Giovanni Kardinal Piazza OCD, Sekretär der Kongregation für die Bischöfe und Kardinalbischof von Sabina am 31. Januar 1954; Mitkonsekratoren waren Kurienerzbischof Antonio Samoré, Sekretär der Kongregation für außerordentliche Aufgaben der Kirche, und der Bischof von Acqui, Giuseppe Dell’Omo.
1957 wurde er Apostolischer Delegat in Mexiko. Von 1962 bis 1965 nahm er am Zweiten Vatikanischen Konzil teil. 1967 ernannte ihn Papst Paul VI. zum Apostolischen Gesandten für die USA. Am 5. März 1973 nahm er ihn als Kardinaldiakon mit der Titeldiakonie Santi Biagio e Carlo ai Catinari in das Kardinalskollegium auf und ernannte ihn am 21. März desselben Jahres zum Kardinalpräfekten der Kongregation für die Selig- und Heiligsprechungsprozesse.
Luigi Kardinal Raimondi starb am 24. Juni 1975 im Vatikan und wurde in der Gruft seiner Familie in Acqui Terme bestattet.